# Perth Art Gallery
Perth Art Gallery er det primære kunstgalleri og udstillingssted for kunst i Perth, Skotland. Det ligger delvist på Marshall Monument, der er navngivet efter Thomas Hay Marshall, tidligere lord provost i Perth.
Bygningen var tidligere kendt som Perth Museum and Art Gallery, hvilket det stoppede med forventningen om åbningen af det nye Perth Museum i Perth City Hall. Det nye Perth Museum åbnede i 2024.
Museets samling inkluderer South Corston-fragmentet af Strathmore meteoritten og mumien af en kvinde ved navn Ta-Kr-Hb.